# I Really Like You
«I Really Like You» es una canción de la cantante canadiense Carly Rae Jepsen. Es el primer sencillo de su tercer álbum de estudio Emotion, lanzado en el verano de 2015. La canción fue filtrada el 1 de marzo de 2015.
I Really Like You recibió críticas generalmente positivas de parte de los críticos de música; varios críticos la denominaron como el himno del verano, mientras otros elogiaron el retroceso que contiene la canción en su ritmo, presentando una influencia de los años '80.

## Composición y producción
"I Really Like You" fue escrita por Jepsen, J Kash, Peter Svensson y producida por Svensson, en coproducción con Halatrax. Jepsen disfrutó trabajar con Svensson mientras la ayudaba a redescubrir su inclinación por la escritura de la Música pop, y porque él escribió "Lovefool" (1996), una de sus canciones favoritas. De acuerdo con ella, la letra de "I Really Like You" trata sobre "ese momento en una relación cuando es demasiado pronto para decir 'Te Amo', pero estás mucho más allá de un 'Me gustas', estás en la etapa del 'Realmente, Realmente me gustas'".

## Recepción de la crítica
La revista Billboard nombró a la canción "realmente (realmente) divertida" y con un petardo sin aliento de los años '80 que regresa a la fijación de [sencillo de 2012] "Call Me Maybe" con una percusión ultra-nítida y un flirteo hacia el exterior. Sugarscape.com caracterizó la pista como "esencialmente equivalente a una boca llena haciendo estallar caramelos con una mochila de bolos agrios, y nunca es algo malo", mientras Bianca Gracie de Idolator.com describió a "I Really Like You" como "alucinante, fantástica, y con un pop pegadizo como el infierno".

## Desempeño comercial
"I Really Like You" debutó en el Billboard Hot 100 en la cuadragésimo octava posición en la semana del 21 de marzo de 2015. En el Canadian Hot 100, la canción debutó en decimocuarta posición en la semana del 14 de marzo de 2015.

## Vídeo musical
Jepsen grabó parte del vídeo de la canción el 16 de febrero de 2015, en frente al Hotel Mondrian en Manhattan junto a Justin Bieber, Tom Hanks y un gran número de bailarines. El vídeo fue lanzado el 6 de marzo de 2015. Nicolle Weeks de CBC Music describió el vídeo como una "versión más afable" de "Bitter Sweet Symphony" (1997) de The Verve.
El video  superó las 100 millones de visitas en   septiembre de 2015.

## Actuaciones en directo
Jepsen cantó por primera vez en vivo en Good Morning America el 2 de marzo de 2015, seguido por una actuación en Jimmy Kimmel Live! el 5 de marzo.

## Posicionamiento en listas
| Lista                                         | Mejor posición |
| --------------------------------------------- | -------------- |
| Australia (ARIA)                              | 37             |
| Austria (Ö3 Austria Top 40)                   | 22             |
| Bélgica (Flandes) (Ultratop 50)               | 43             |
| Bélgica (Valonia) (Ultratop 50)               | 44             |
| Canadá (Canadian Hot 100)                     | 14             |
| Dinamarca (Tracklisten)                       | 7              |
| Finlandia (OFC)                               | 10             |
| Francia (SNEP)                                | 39             |
| Alemania (Media Control AG)                   | 25             |
| Irlanda (IRMA)                                | 3              |
| Israel (Media Forest TV Airplay)              | 2              |
| Japón (Japan Hot 100)                         | 4              |
| Líbano (Lebanese Top 20)                      | 14             |
| Países Bajos (Dutch Top 40)                   | 13             |
| Países Bajos (Mega Single Top 100)            | 16             |
| Nueva Zelanda (Recorded Music NZ)             | 25             |
| Noruega (VG-lista)                            | 22             |
| Escocia (Scottish Singles Sales Chart)        | 1              |
| Suecia (Sverigetopplistan)                    | 25             |
| Suiza (Schweizer Hitparade)                   | 32             |
| Reino Unido (UK Singles Chart)                | 3              |
| Estados Unidos (Billboard Hot 100)            | 39             |
| Estados Unidos (Mainstream Top 40)            | 40             |
| Estados Unidos Top Twitter Tracks (Billboard) | 1              |

## Historial de lanzamientos
| País           | Fecha               | Formato          | Discográfica                     | Ref.   |
| -------------- | ------------------- | ---------------- | -------------------------------- | ------ |
| Canadá         | 2 de marzo de 2015  | Descarga digital | 604 Records                      | [ 36 ] |
| México         | 2 de marzo de 2015  | Descarga digital | - Schoolboy Records - Interscope | [ 37 ] |
| Estados Unidos | 2 de marzo de 2015  | Descarga digital | - Schoolboy Records - Interscope | [ 38 ] |
| Reino Unido    | 14 de junio de 2015 | Descarga digital | - Schoolboy Records - Interscope | [ 39 ] |